# Chōzuya

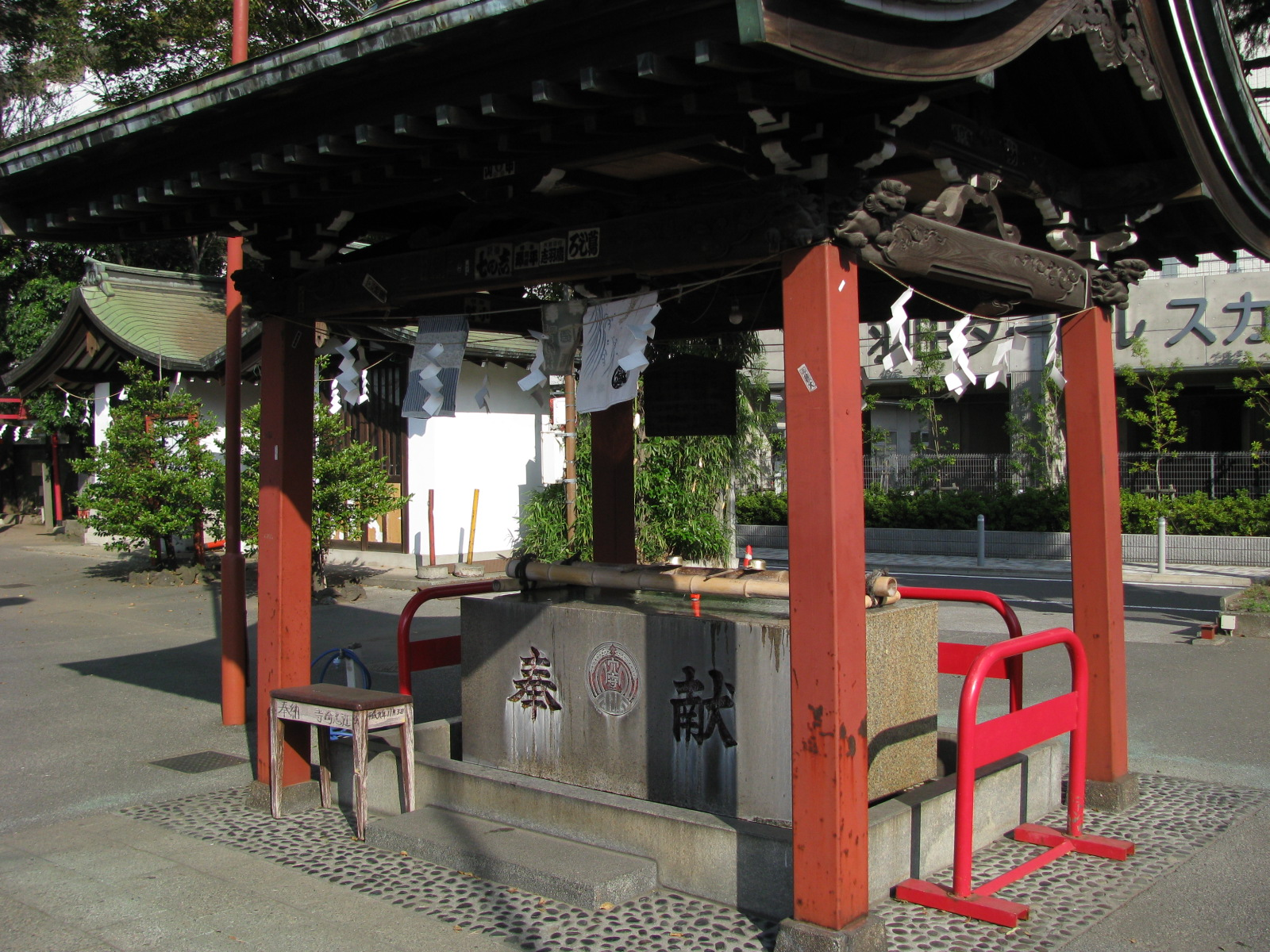
Un chōzuya

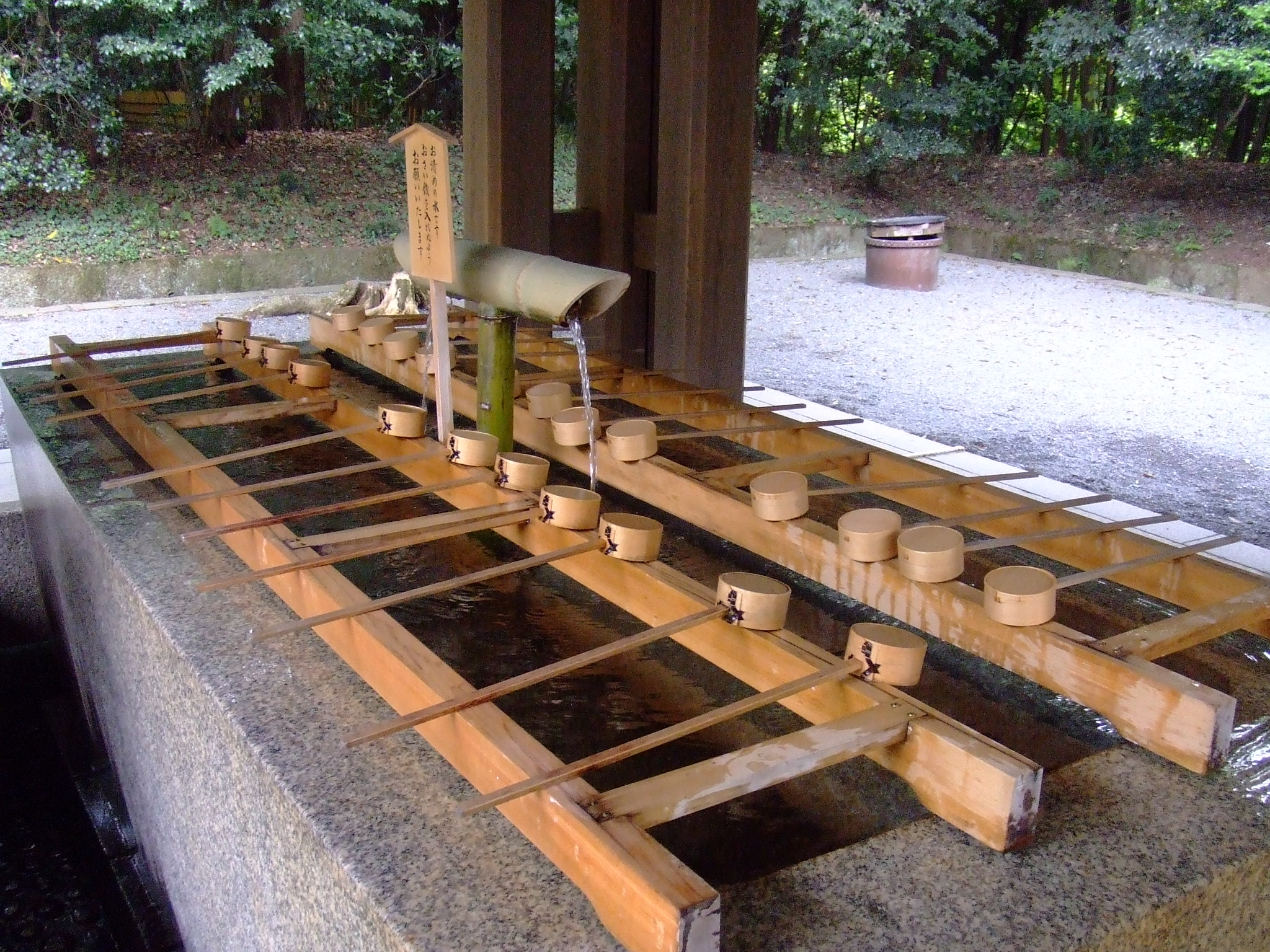
Cucharones de madera en el chōzuya del Santuario Meiji.

Un chōzuya o temizuya (手水舎?) es un pabellón de ablución de agua sintoísta para realizar un rito ceremonial de purificación llamado temizu.
La tina llena de agua, conocida como chōzubachi son usados por los devotos para lavar las manos izquierda y derecha, la boca y finalmente el cucharón de agua para purificarse antes de llegar al propio santuario sintoísta o shaden (en japonés: 社殿). Esta purificación simbólica es normal antes de la adoración y todos los santuarios poseen esa facilidad, así como en muchos templos budistas y algunas casas de adoración pertenecientes a las nuevas religiones.
El temizuya está usualmente en un área abierta donde el agua clara cubre uno o varias tinas de piedra. Las cucharas de madera están también disponible para los devotos.
Originalmente, esta purificación se podía realizar en un manantial, arroyo o en la orilla del mar y aún es considerado la forma ideal. Los devotos en el Santuario de Ise (Naikū) aún usan esta forma tradicional de ablución.